# 拉哈族
拉哈族是越南官方认定的54个民族之一，大多分布在西北部的安沛省和山羅省，1999年人口为5686。语言属于壮侗语系仡央语群央标语支。